# Ministère de l'Enseignement supérieur et technique de la RDA
Le ministère de l'Enseignement supérieur et technique de la République démocratique allemande (RDA) (Ministerium für das Hoch- und Fachschulwesen der DDR) était le ministère chargé de l'Enseignement supérieur et de l'Enseignement technique au sein du gouvernement de la RDA. Il est créé en 1967 et dissous à la réunification de cette dernière avec la République fédérale d'Allemagne (RFA), en 1990. Ses fonctions ont alors été reprises par le ministère fédéral de l'Éducation et de la Recherche.

## Structure et fonctions
Entre 1951 et 1967, les prérogatives de l’enseignement supérieur et technique en RDA sont rassemblées dans les mains d'un secrétaire d'État (« secrétaire d'État à l'Enseignement supérieur » entre 1951 et 1958 puis « secrétaire d'État à l'Enseignement supérieur et technique »). Il faut attendre cette dernière date pour qu'elles soient élevées à un échelon ministériel. Avec l'aide du ministère des Finances et de la Commission nationale de planification, le ministère gère le nombre d'étudiants inscrits chaque année, le budget, les investissements, les ressources humaines et les salaires relatifs à l'université. Par ailleurs, il détient une influence décisive sur les fondements et le contenu de l'enseignement universitaire, la recherche et la formation des futurs enseignants. Le ministère est dissout en 1989 et ses prérogatives reprises par le ministère des Sciences et des Technologies, dans le cabinet Modrow.
Le ministère publiait une revue informant de son actualité et de ses décisions, Das Hochschulwesen.

## Liste des ministres

### Secrétaires d'État
| # | Image | Nom                    | Début du mandat | Fin du mandat | Parti |
| - | ----- | ---------------------- | --------------- | ------------- | ----- |
| 1 |       | Gerhard Harig          | 1951            | 1957          | SED   |
| 2 |       | Wilhelm Girnus         | 1957            | 1962          | SED   |
| 3 |       | Ernst-Joachim Gießmann | 1962            | 1967          | SED   |

### Ministres
| # | Image | Nom                    | Début du mandat | Fin du mandat | Parti |
| - | ----- | ---------------------- | --------------- | ------------- | ----- |
| 1 |       | Ernst-Joachim Gießmann | 1967            | 1970          | SED   |
| 2 |       | Hans-Joachim Böhme     | 1970            | 1989          | SED   |